# Борсоев, Владимир Бузинаевич
Влади́мир Бузина́евич Борсо́ев (13 апреля 1906 — 8 марта 1945) — участник Великой Отечественной войны, Герой Советского Союза (1965, посмертно), командир 7-й гвардейской истребительно-противотанковой артиллерийской бригады 60-й армии 1-го Украинского фронта, гвардии полковник.

## Биография
Родился в улусе Холбот Иркутской губернии
в семье скотовода-бурята. Старший брат Ильи Бузина́евича Борсо́ева, партийного и государственного деятеля Бурят-Монгольской АССР, Председателя Президиума Верховного Совета Бурят-Монгольской АССР (июнь 1940 — апрель 1941). Председателя Верховного Совета Бурят-Монгольской АССР первого созыва (апрель 1941 — сентябрь 1946 г.)
В шесть лет остался сиротой и вынужден был батрачить у зажиточных крестьян.
По окончании школы избран председателем сельскохозяйственной коммуны деревни Тухум Баяндаевского района. Член ВКП(б)/КПСС с 1930 года. Окончил советскую партийную школу и работал инструктором Эхирит-Булагатского райкома партии.
В 1932 году по партийному специальному набору направлен в Ленинградское артиллерийское училище. В 1941 году окончил Военную академию имени М. В. Фрунзе. На фронтах Великой Отечественной войны с июня 1941 года. Воронежский и 1-й Украинский фронт, Курская дуга, бои по освобождению Правобережной Украины и Прикарпатья, захват Сандомирского плацдарма на левом берегу Вислы, освобождение Кракова и ряда польских городов, форсирование Одера и штурм Ратибора — таковы этапы боевого пути Борсоева. Трижды был ранен.
Командуя 7-й гвардейской истребительно-противотанковой артиллерийской бригадой, гвардии полковник Борсоев в боях с гитлеровцами проявил стойкость, находчивость, героизм и мужество. Части под его командованием наносили уничтожающие удары по врагу при освобождении Польши.
8 марта 1945 года гвардии полковник Борсоев в боях на одерском плацдарме был тяжело ранен и умер от ран.
Похоронен в городе Львове на холме Славы.

## Награды
- Указом Президиума Верховного Совета СССР от 6 мая 1965 года за мужество и героизм, проявленные в боях с немецко-фашистскими захватчиками гвардии полковнику Владимиру Бузинаевичу Борсоеву посмертно присвоено звание Героя Советского Союза.
- Награждён двумя орденами Ленина (10.01.1944[5]; 06.05.1965), орденами Красного Знамени (22.10.1943)[6], Отечественной войны 1-й степени (19.09.1945)[7], Красной Звезды (14.12.1941)[8], медалью «За боевые заслуги» (03.11.1944), др. медалями, а также американским орденом «Легион заслуженных офицерской степени».

## Память
- В 1946 году супруга В. Б. Борсоева передала в Кяхтинский краеведческий музей китель мужа[9].
- В 1970 году была выпущена почтовая марка СССР, посвящённая В. Б. Борсоеву.
- В Улан-Удэ В. Б. Борсоеву установлена мемориальная доска.
- Именем Героя названы улицы в Улан-Удэ и Львове (сейчас переименована), а также школа № 1 в посёлке Усть-Ордынский[10].
- Одна из улиц города Красный Луч Луганской области Украины названа именем В. Б. Борсоева (посёлок Звезда).
- В августе 2014 года в Улан-Удэ установлен памятник Герою Советского Союза В. Б. Борсоеву в сквере на улице, названной в его честь[11].